# Congrès de l'Union pour un mouvement populaire de 2014
Le congrès de l'Union pour un mouvement populaire de 2014, sixième depuis la création du parti, a lieu le 29 novembre 2014. 268 341 adhérents sont invités à cette occasion à choisir le nouveau président du parti, par un vote sur internet. À l'issue du scrutin, Nicolas Sarkozy est proclamé président de l'UMP le 2 décembre 2014.

## Contexte
Le précédent congrès lors duquel la désignation du président était à l'ordre du jour, celui de 2012, s'était achevé par la victoire contestée de Jean-François Copé. L'affaire Bygmalion, qui éclate juste après le résultat décevant de l'UMP aux élections européennes, le pousse à la démission et à la mise en place d'une direction transitoire composée de Alain Juppé, François Fillon et Jean-Pierre Raffarin à la présidence et de Luc Chatel qui reste à son poste de secrétaire général.

## Organisation du congrès
À la suite du congrès de 2013 une « Haute autorité » est créée au sein de l'UMP afin d'organiser les primaires ouvertes ayant pour but de choisir le candidat de la droite pour l'élection présidentielle de 2017. C'est cet organe, présidé par Anne Levade, qui est désigné pour organiser le congrès et en assurer la régularité.

### Localisation
Le congrès se résumant au choix du président du parti il ne se tient pas physiquement et le vote a lieu sur internet, ce qui provoque des craintes sur sa fiabilité de la part des médias spécialisés,.

### Calendrier
Les candidats doivent se déclarer le 30 septembre 2014 au plus tard. La Haute autorité annonce les candidats retenus et l'ouverture de la campagne officielle le 15 octobre et le scrutin a lieu pendant vingt-quatre heures à partir de 20h le 28 novembre. Les résultats sont annoncés le 29 novembre 2014 après la clôture du vote.

### Électeurs
Les électeurs sont les adhérents UMP à jour de cotisation le 31 décembre 2013 ou, pour ceux n'ayant pas adhéré en 2013, ceux à jour de cotisation le 30 juin 2014. Le corps électoral est donc composé de 268 341 personnes.

## Enjeux
L'enjeu principal porte sur le retour de Nicolas Sarkozy, qui focalise l'attention médiatique, et sur sa capacité à remporter largement le scrutin en vue de lancer sa campagne pour l'élection présidentielle de 2017, aucun média n'estimant possible une défaite de l'ancien chef de l'État,,,,. La ligne politique du parti et sa capacité à incarner une alternative crédible à la gauche sont également identifiés comme des enjeux majeurs du congrès.

## Candidats
Les candidats doivent déposer au moins 13 parrainages de parlementaires et 2 681 parrainages d'adhérents. À l'issue du processus chacun des trois candidats retenus annonce avoir obtenu un nombre de parrainages bien supérieur. Les journalistes tentent alors de dresser la cartographie des soutiens de chaque candidats, ce qui se révèle possible pour Bruno Le Maire et Hervé Mariton, qui rendent leurs listes de soutiens publique, mais pas pour Nicolas Sarkozy qui ne dévoile pas le détail des parlementaires qui le soutiennent. Selon une enquête réalisée par Europe 1, 75 députés UMP soutiennent la candidature de Nicolas Sarkozy, 42 celle de Bruno Le Maire et 23 celle d'Hervé Mariton. Le Huffington Post comptabilise pour sa part 78 parlementaires (députés et sénateurs) ayant parrainés Nicolas Sarkozy, 51 pour Bruno Le Maire et 31 pour Hervé Mariton.
| Soutiens |
| --- |
| - Députés : Damien Abad, Élie Aboud, Yves Albarello, Julien Aubert, Jacques-Alain Bénisti, Sylvain Berrios, Olivier Carré, Yves Censi, Jérôme Chartier, Guillaume Chevrollier, Alain Chrétien, Jean-Louis Christ, Gérard Cornu, Claude de Ganay, Guy Geoffroy, Georges Ginesta, Anne Grommerch, Antoine Herth, Jean-François Lamour, Thierry Lazaro, Alain Lebœuf, Jean Leonetti, Philippe Le Ray, Gilles Lurton, Pierre Morel-A-L'Huissier, Jacques Pélissard, Édouard Philippe, Bérengère Poletti, Didier Quentin, Laure de La Raudière, Franck Riester, Arnaud Robinet, Sophie Rohfritsch, Fernand Siré, Thierry Solère, Michel Sordi, Éric Straumann, Dominique Tian, Charles de La Verpillière, Jean-Sébastien Vialatte - Sénateurs : Pascal Allizard, Gérard Bailly, Jérôme Bignon, Agnès Canayer, Chantal Deseyne, Nicole Duranton, Jean-Yves Dusserre, Jean-Paul Émorine, Benoît Huré, Fabienne Keller, Robert Laufoaulu, Jean-René Lecerf, Philippe Leroy, Colette Mélot, Philippe Paul, Michel Raison, Hilarion Vendégou - Députés européens : Arnaud Danjean, Tokia Saïfi - Autres personnalités : Florence Berthout, Joël Bruneau, Delphine Bürkli |

| Soutiens |
| --- |
| - Députés : Étienne Blanc, Xavier Breton, Gilles Carrez, Bernard Debré, Nicolas Dhuicq, Dominique Dord, Hervé Gaymard, Jean-Pierre Gorges, Philippe Gosselin, Arlette Grosskost, Christophe Guilloteau, Michel Heinrich, Patrick Hetzel, Guénhaël Huet, Jacques Lamblin, Alain Moyne-Bressand, Jean-Frédéric Poisson, Frédéric Reiss, Claudine Schmid, Michel Voisin - Sénateurs : Joëlle Garriaud-Maylam, Christiane Hummel, Élisabeth Lamure, Jean-Pierre Leleux, Philippe Leroy, Gérard Longuet, Roland du Luart, Alain Milon, Charles Revet, Michel Savin, François Trucy, Jean-Pierre Vial - Députés européens : Alain Lamassoure - Autres personnalités : Penelope Fillon, Hugues Martin, Christian Poncelet - Médias : Minute |

| Soutiens |
| --- |
| - Députés : Laurence Arribagé, Patrick Balkany, Valérie Boyer, Philippe Briand, Éric Ciotti, Gérard Cherpion, Jean-François Copé, Gérald Darmanin, Marc-Philippe Daubresse, Valérie Debord, Patrick Devedjian, Virginie Duby-Muller, Sophie Dion, David Douillet, Christian Estrosi, Daniel Fasquelle, Georges Fenech, Yves Foulon, Philippe Goujon, Claude Greff, Henri Guaino, Sébastien Huyghe, Marc Laffineur, Guillaume Larrivé, Laurent Marcangeli, Damien Meslot, Patrick Ollier, Jean-Charles Taugourdeau, Nathalie Kosciusko-Morizet, Valérie Pécresse, Laurent Wauquiez, Éric Woerth - Sénateurs : François Baroin, Philippe Dominati, Hubert Falco,Michel Fontaine, Pierre Frogier, Jean-Claude Gaudin, Roger Karoutchi, Jean-Pierre Raffarin, Didier Robert - Députés européens : Rachida Dati, Brice Hortefeux, Constance Le Grip, Nadine Morano, Renaud Muselier - Autres personnalités : Isabelle Balkany, Bruno Beschizza, Nora Berra, Jeannette Bougrab, Alain Carignon, Bernadette Chirac, Geoffroy Didier, Claude Guéant, Brigitte Kuster, Bernard Laporte, Jean-Pierre Lecoq, Frédéric Nihous, Guillaume Peltier, Jean Rottner, Philippe Streiff |

## Sondages
Peu de sondages portent directement sur le résultat de l'élection du président de l'UMP, les sondeurs se concentrant sur la future primaire et sur la rivalité entre Alain Juppé et Nicolas Sarkozy,. Le sondage le plus commenté est un sondage réalisé par l'institut Odoxa auprès des sympathisants UMP qui place Nicolas Sarkozy à 73 %, Bruno Le Maire à 26 % et Hervé Mariton à 1 %. La réalisation de ce type de sondage sur des échantillons qui ne traduisent pas forcément la réalité du corps électoral (qu'il s'agisse de l'élection du président de l'UMP ou de la primaire) est critiquée par certains journalistes.

## Campagne
Les candidats accomplissent de nombreux déplacements pour rencontrer les militants UMP. Néanmoins, l'UMP, lourdement endettée, refuse de financer les campagnes des 3 candidats, alors qu'elle avait accepté de la faire en 2013 pour Jean-François Copé et François Fillon. Les candidats de 2014 sont financés par leurs sympathisants, avec des budgets annoncés de 200 000 euros pour Nicolas Sarkozy, de 100 000 à 150 000 euros pour Bruno Le Maire et de 30 000 à 50 000 euros pour Hervé Mariton.
Sur le fond les débats portent notamment sur un potentiel changement de nom et d'organisation du parti, sur la position à adopter à propos de la loi Taubira, sur un rapprochement ou une fusion avec l'UDI et sur le fait que le futur président de l'UMP soit ou non candidat à la primaire de 2016,,. Nicolas Sarkozy est présenté  comme le favori, tandis que Bruno Le Maire est qualifié de « challenger » et Hervé Mariton de « troisième homme »,,. 
Au fil de la campagne, les médias notent que Nicolas Sarkozy a du mal à mener à la fois la campagne pour l'UMP, ou il tient un discours ferme et clivant pour séduire les militants, et celle pour la primaire, pour laquelle il s'efforce d'apparaitre comme rassembleur,. Hervé Mariton et Bruno Le Maire font campagne sur la clarté de leurs propositions et reprochent à Nicolas Sarkozy d'être trop flou,. Même si l'hypothèse d'une défaite de l'ancien chef de l'état leur apparait inconcevable, plusieurs médias soulignent que son retour semble plus difficile que prévu, certains parlant même, enquêtes d'opinion à l'appui, de retour « raté »,,. 
Des tensions sont rapportées entre l'équipe de Nicolas Sarkozy et celles de ses deux adversaires,,, notamment au sujet d'un potentiel débat télévisé, que l'équipe de Nicolas Sarkozy refuse, ou de la publication des résultats département par département, souhaités par Bruno Le Maire et Hervé Mariton mais refusés par l'entourage de l'ancien président,. Hervé Mariton annonce par exemple la saisie de la haute autorité au sujet du cas de Geoffroy Didier, tenu à la neutralité en tant que salarié du parti, mais qui fait activement campagne pour Nicolas Sarkozy.
Lors du meeting organisée par l'association « Sens commun », qui regroupe les militants UMP membres de La Manif pour tous, les trois candidats s'expriment sur divers sujets, en particulier la loi Taubira. Bruno Le Maire est hué. Hervé Mariton et, dans une moindre mesure, Nicolas Sarkozy, sont applaudis, alors que, de l'avis des observateurs, ce dernier est plus proche des positions de Bruno Le Maire que de celles d'Hervé Mariton sur le sujet,. Le mot « abrogation », prononcé par Nicolas Sarkozy à la demande de la salle au sujet de la loi Taubira, lui est reproché par la gauche et par plusieurs de ses soutiens, et est globalement analysé par les médias comme une improvisation et une erreur tactique,. Les trois candidats s'expriment également devant l'amicale des parlementaires gaullistes.
Au cours de la dernière semaine de campagne, l'équipe de Nicolas Sarkozy tente de mobiliser les militants, craignant une forte abstention causée par le mode de scrutin et la victoire annoncée de l'ancien président de la République. Lors d'un des derniers meetings de Nicolas Sarkozy, organisé à Bordeaux, Alain Juppé est conspué. Hervé Mariton et Bruno Le Maire, qui ont fait campagne en se déplaçant fédération par fédération (c'est-à-dire département par département), totalisent nettement plus de rencontres avec les militants que Nicolas Sarkozy, qui a préféré organiser de grands meetings régionaux, mais ce dernier est le candidat qui a bénéficié de la couverture médiatique la plus importante.
Le début du vote est marqué par un rappel à l'ordre adressé par la Haute autorité à Bruno Le Maire, dont l'équipe a diffusé jusqu'au dernier moment un message téléphonique et par des difficultés techniques, attribuées par la Haute autorité à une « attaque extérieure », qui empêchent pendant plus de deux heures la connexion au site de vote,. Le lendemain le parquet de Paris ouvre une enquête pour « accès frauduleux et entrave à un système automatisé de traitement de données ». Plusieurs bugs sont répertoriés, à l'exemple du message « vote impossible » apparaissant à l'issue du processus de vote pour certains votants, sans conséquence selon la Haute autorité. Des cas de militants ne pouvant voter en raison d'absence d'adresse mail, de problème de numéro d'adhérent ou de leur nom composé sont également signalés,.

## Résultats
| Candidat           | Candidat           | Résultat | Résultat |
| Candidat           | Candidat           | #        | %        |
| ------------------ | ------------------ | -------- | -------- |
|                    | Nicolas Sarkozy    | 100 159  | 64,50    |
|                    | Bruno Le Maire     | 45 317   | 29,18    |
|                    | Hervé Mariton      | 9 809    | 6,32     |
|                    |                    |          |          |
| Inscrits           | Inscrits           | 268 236  | 100,00   |
| Votants            | Votants            | 155 851  | 58,10    |
| Blancs             | Blancs             | 434      | 0,28     |
| Nuls               | Nuls               | 132      | 0,12     |
| Suffrages exprimés | Suffrages exprimés | 155 285  | 99,60    |

La différence entre la somme des suffrages exprimés et des bulletins blancs par rapport au nombre total de votants, soit 132 voix déclarées nulles, est attribué, par la haute autorité, à l'attaque informatique contre le site de vote. Toujours selon la haute autorité, environ 2000 adhérents régulièrement inscrits n'ont pas pu voter en raison de leur prénom ou de leur nom composé qui a empêché le système de vote de leur transmettre leur code d'identification et trois adhérents ont déclaré avoir reçu un mail de confirmation de vote alors qu'ils n'ont pas participé au scrutin. La haute autorité, jugeant qu'aucun des faits relevés n'est de nature à remettre en cause le résultat, proclame l'élection de Nicolas Sarkozy le 2 décembre.

## Réactions et conséquences
Au soir de l'élection, les médias qualifient majoritairement le score de Nicolas Sarkozy de « décevant » par rapport à leurs attentes,,, tandis que celui de Bruno Le Maire est considéré comme une surprise lui permettant « d'entrer dans la cour des grands »,.
Nicolas Sarkozy prend ses fonctions le 2 décembre 2014.